# Phoradendron robustissimum
Phoradendron robustissimum är en sandelträdsväxtart som beskrevs av August Wilhelm Eichler. Phoradendron robustissimum ingår i släktet Phoradendron och familjen sandelträdsväxter. Inga underarter finns listade i Catalogue of Life.